# Казки веселого лісовичка
Казки веселого лісовичка — перший компакт-диск з українськими народними казками, випущений в Україні київською компанією «Rostok Records». За мотивами українських народних казок «Курочка Ряба», «Колобок» та «Рукавичка». У записі брали участь артисти Сумського академічного театру драми і музичної комедії  ім. М.С. Щепкіна. Музика написана в 1993 році. Диск записаний і випущений у 1999 році. 

## Творча група
- Автор ідеї — заслужений діяч мистецтв України Герман Архипов;
- Автор інсценівки — народний артист України Валентин Бурий;
- Режисер — заслужений артист України Сергій Корінний;
- Композитор — заслужений діяч мистецтв України Володимир Прихожай;
- Звукорежисер — Анатолій Сорока;
- Менеджер проекту — Олег Лукавий;
- Художнє оформлення та дизайн — Оксана Дунець
- Виконавчий продюсер — Юрій Бобер;
- Продюсер проекту — заслужений діяч мистецтв України Герман Архипов.

## Дійові особи та виконавці ролей
- Лісовичок — народний артист України Валентин Бурий та Дмитро Коляденко;
- Дід — заслужений артист України Сергій Федосенко;
- Баба — Олена Репіна;
- Курка — Ольга Кисиленко;
- Мишка — Ірина Малікова;
- Жаба — Олена Репіна;
- Колобок — Анатолій Польовий;
- Зайчик — Ігор Анацко;
- Вовк — заслужений діяч мистецтв України Герман Архипов;
- Ведмідь — Володимир Назаренко;
- Лисичка — заслужена артиста України Ольга Богомолова;
- «Пісню про казку» виконують заслужена артистка України Наталія Нерянова та Нонна Жулева.

## Цікаві факти
- Комерційного успіху проект не мав, весь тираж був подарований у дитячі садки, друзям і їх дітям.
- На диску лунає голос тоді ще починаючого артиста Сумського театру драми і музикальної комедії ім. М.С. Щепкіна , нині відомого шоумена Дмитра Коляденка.